# سيمون كاراس
سيمون كاراس (باليونانية: Σίμων Καράς)‏ (1905-1999) هو موسيقيٌّ يونانيٌّ، متخصِّصٌ في الموسيقى البيزنطيّة. عمل خلال حياته على جمعِ المخطوطاتِ الموسيقيّةِ مِن الفولكلور اليونانيّ ومِن الموسيقى البيزنطيّةِ وأنواعٍ أُخرى مِن الموسيقى، وعلى إقامةِ الأبحاث حول مبادئ ترتيل الموسيقى البيزنطيّة ومبادئ إملائها (كيْفية تدوينها).
سيمون كاراس هو أبرز منْ قسم مُرتّلي وأساتذة الموسيقى البيزنطيّة، وجعل هذه الأخيرة تفتقر إلى توحيدِ مبادئها؛ فهناك منْ يُؤيده كما أنّهُ هناك منْ يرفض نظرياته(المتأثرة بنظرياتِ الموسيقى الغربية).
تجدُرُ الملاحظة أنّ البعض منْ تلامذته ومُتّبِعي نظرياته اصْبحوا مِنْ أشهر المرتلين، أمثال ليكورغوس أنغلوبولوس مُؤسّس الجوقة البيزنطية اليونانية ومُعلّم رُهْبان دير الفاتوبيذي (واحدٌ مِنْ أديارِ ولاية جبل آثوس المقدّس، في اليونان).